# Heterocompsa
Heterocompsa is een kevergeslacht uit de familie van de boktorren (Cerambycidae). De wetenschappelijke naam van het geslacht werd voor het eerst geldig gepubliceerd in 1965 door Martins.

## Soorten
Heterocompsa omvat de volgende soorten:
- Heterocompsa aquilonia Giesbert, 1998
- Heterocompsa eburata Martins, 1970
- Heterocompsa formosa (Martins, 1962)
- Heterocompsa geniculata (Thomson, 1865)
- Heterocompsa nigripes (Martins, 1962)
- Heterocompsa seabrai (Martins, 1962)
- Heterocompsa stellae (Martins, 1962)
- Heterocompsa truncaticornis (Martins, 1960)